# Ay, caramba
¡Ay, caramba! är ett uttryck som kommer från den spanska interjektionen ¡ay! (som uttrycker förvåning eller smärta) och caramba (en eufemism för carajo, ett ord med olika betydelser), som numera vanligtvis används som ett uttyck för förvåning på spanska.  
Uttrycket används bland andra av seriefiguren Bart Simpson i TV-serien The Simpsons.